# Mike Atkinson
Michael Thomas „Mike” Atkinson (ur. 2 grudnia 1994 w Yorku) – belizeński piłkarz pochodzenia angielskiego występujący na pozycji prawego lub środkowego obrońcy lub środkowego pomocnika, reprezentant Belize, od 2021 roku zawodnik angielskiego Bracknell Town. Zawodowy żołnierz RAF w stopniu kaprala.

## Kariera klubowa
Atkinson urodził się i wychowywał w angielskim Yorku. Jego matka pochodzi z miasta Punta Gorda w Belize. Uczęszczał do Archbishop Holgate’s School w Yorku, występował w drużynie York Schoolboys. Jest wychowankiem akademii juniorskiej klubu York City FC, w której spędził pięć lat. W marcu 2013 został wypożyczony na kilkanaście dni do Farsley FC z ósmej ligi. Następnie został włączony do pierwszej drużyny czwartoligowego wówczas York City przez trenera Nigela Worthingtona i w czerwcu 2013 podpisał z klubem profesjonalny kontrakt. Nie zadebiutował jednak w zespole i we wrześniu 2013 udał się na kolejne krótkoterminowe wypożyczenie, tym razem na miesiąc do Northallerton Town FC z dziesiątej ligi angielskiej.
W listopadzie 2013 Atkinson został krótkoterminowo wypożyczony do Scarborough Athletic FC z ósmej ligi. Miesiąc później rozwiązał kontrakt z York City i dołączył do Scarborough na stałe. W styczniu 2014 podpisał umowę z Selby Town FC z dziesiątej ligi. Następnie przerwał karierę piłkarską i zdecydował się na wstąpienie do wojska, rozpoczynając służbę w Royal Air Force. Występował w tamtejszej drużynie piłki nożnej.
W lipcu 2018, po udanych testach, Atkinson podpisał umowę z Oxford City FC z szóstej ligi angielskiej. W grudniu 2019 dołączył natomiast do klubu North Leigh FC z ósmego poziomu rozgrywkowego.

## Kariera reprezentacyjna
Od czternastego roku życia Atkinson obok brytyjskiego posiada obywatelstwo belizeńskie, ze względu na pochodzenie matki. W styczniu 2017 został powołany do reprezentacji Belize przez selekcjonera Ryszarda Orłowskiego na turniej Copa Centroamericana. Tam 15 stycznia w przegranym 0:3 meczu z Kostaryką zadebiutował w drużynie narodowej. Ogółem w Copa Centroamericana wystąpił w dwóch z pięciu możliwych spotkań, a Belizeńczycy zajęli ostatnie, szóste miejsce.